# Combremont-le-Grand
Ne doit pas être confondu avec Combremont-le-Petit.
Combremont-le-Grand est une localité et une ancienne commune suisse du canton de Vaud, située dans la commune de Valbroye et le district de la Broye-Vully.

## Histoire
Le village fut cité sous le nom de Cumbromo en 911 et de Combremont dès 1142. Au lieu-dit Le Cerisier furent découvertes des tombes du haut Moyen Âge ; à proximité, trois creux en forme de puits, disposés triangulairement, n'ont pu être datés. La famille de Combremont, propriétaire de la seigneurie jusqu'au XIVe siècle, bâtit vers 1330-1340 un château sur le site d'une construction plus ancienne (transformations dans la seconde moitié du XVIe siècle). Après l'extinction des Combremont, plusieurs familles furent seigneurs de Combremont-le-Grand (les d'Avenches et les d'Estavayer, les Mestral et les Mayor). En 1536, Berne et Fribourg se partagèrent la seigneurie, dont la plus grande partie alla à Berne et fut rattachée au bailliage de Moudon. On y trouvait une cour de justice seigneuriale. Le village était administré par l'assemblée des communiers et par deux gouverneurs. Combremont-le-Grand fit partie du district de Moudon de 1798 à 1803 puis de celui de Payerne jusqu'en 2006.
Au spirituel, on releva une première mention d'une chapelle en 911 et de l'église paroissiale au XIVe siècle. La paroisse comprenait Combremont-le-Petit, Treytorrens et Champtauroz. Le temple fut entièrement reconstruit en 1824-1825. L'école obtint de nouveaux locaux en 1951. Combremont-le-Grand, agricole, comptait plusieurs petites entreprises et construisit dans les années 1980 une zone de villas au sud du village.
Lors des référendums du 15 juin 2010, les communes de Cerniaz, Combremont-le-Grand, Combremont-le-Petit, Granges-près-Marnand, Marnand, Sassel, Seigneux et Villars-Bramard ont validé une fusion pour former la nouvelle commune de Valbroye qui a vu le jour le 1er juillet 2011.

## Population

### Surnom
Les habitants de la localité sont surnommés les Bocans, soit les boucs en patois vaudois.

### Démographie
Combremont-le-Grand compte 21 feux en 1432 puis 194 habitants en 1764, 257 en 1798, 444 en 1850, 441 en 1900, 458 en 1920, 362 en 1950, 278 en 1980 et 308 en 2000. 